# Café de Colombia

Logo de Café de Colombia

Café de Colombia est un label de qualité attribué au café colombien par la Federación Nacional de Cafeteros de Colombia (Fédération nationale des producteurs de café de Colombie) et une indication géographique protégée reconnue par l'Union européenne en 2007,.

## Logotype de Café de Colombia
Café de Colombia est symbolisé par son logotype représentant Juan Valdez. Ce personnage fictif a été créé par l'agence Doyle Dane Bernbach en mars 1981. Le logo représente Juan Valdez, son ânesse Conchita, et les montagnes colombiennes en arrière-plan. Il permet d'identifier les produits contenant 100 % de café colombien et approuvés par la Federación Nacional de Cafeteros de Colombia (Fédération nationale des producteurs de café de Colombie).

## Certifications
En 2005, « Café de Colombia » acquiert le statut d'appellation d'origine en Colombie. Il devient la première indication géographique protégée (IGP) non européenne enregistrée dans l'Union européenne en 2007 ainsi que la première IGP étrangère en Suisse en 2013[réf. nécessaire].